# Maharajganj (distrikt)
Maharajganj (även stavat Mahrajganj) är ett distrikt i den indiska delstaten Uttar Pradesh, och hade 2 173 878 invånare år 2001 på en yta av 2 951 km². Det gör en befolkningsdensitet på 736,7 inv/km². Den administrativa huvudorten är staden Maharajganj. De största religionerna är hinduism (82,49 %) och islam (16,46 %).

## Administrativ indelning
Distriktet är indelat i fyra kommunliknande enheter, tehsils:
- Maharajganj, Nautanwa, Nichlaul, Pharenda

## Städer
Distriktets städer är huvudorten Maharajganj samt Anandnagar, Ghughuli, Nautanwa, Nichlaul och Siswa Bazar.
Urbaniseringsgraden låg på 5,09 procent år 2001.